# بریتنی بوو
بریتنی بوو (انگلیسی: Brittany Bowe؛ زادهٔ ۲۴ فوریهٔ ۱۹۸۸) اسکیت‌باز سرعت، و بازیکن بسکتبال اهل ایالات متحده آمریکا است.